# Яговкинцы
Яговкинцы — деревня в Зуевском районе Кировской области.

## География
Находится на правобережье реки Чепца на расстоянии примерно 5 километров по прямой на север от районного центра города Зуевка.

## История
Упоминается с 1873 года, когда здесь (на то время деревня В Дубовцах над озером) было учтено дворов 6 и жителей 50, в 1905 было 11 и 106, в 1926 29 и 159, в 1950 27 и 105 соответственно. В 1989 году отмечено 64 жителя.

## Население
Постоянное население составляло 8 человек (русские 100 %) в 2002 году, 2 в 2010.